# Das Dorli
Das Dorli ist eine Erzählung von Luise Koppen. Das Werk erschien erstmals im Jahr 1898 in Stuttgart und wurde bis 1939 in 20 Auflagen verlegt.

## Handlung
„Das Dorli“, untertitelt als „Eine Geschichte für Kinder von zehn bis fünfzehn Jahren“, beschreibt auf 300 Seiten die Erlebnisse der zehnjährigen Baronstochter Dorothea Langenstein, genannt Dorli. Diese lebt zusammen mit ihrem Vater und dessen Schwester, Tante Sabine, auf einem Anwesen auf dem Land. Die Handlung erstreckt sich über ein Dreivierteljahr.

### Teil 1:Im Pfarrhaus
Der erste Teil (Im Pfarrhaus) spielt im Elternhaus der Dorli in den Sommerferien und erzählt in zwölf Kapiteln die Abenteuer, die das junge Mädchen mit ihren Freunden erlebt. Sie gehen beispielsweise zusammen auf einen Jahrmarkt oder versetzen den Ring von Dorlis verstorbener Mutter, um eine Ziege für die arme Nachbarin zu kaufen. Im letzten Abschnitt des ersten Teils erfährt Dorli von ihrem Vater und ihrer kinderlosen Tante Maria, dass sie in eine Mädchenpension in Friedburg geschickt werden soll.

### Teil 2:In der Pension
Der zweite Teil des Textes (In der Pension) behandelt in 13 Kapiteln vom Sommer über die Weihnachtszeit bis nach Ostern Dorlis Zeit im Pensionat. Sie beginnt ihre Schulzeit dort bei den jüngsten Schülerinnen, genannt „die Zwerge“. Der zweite Teil der Geschichte thematisiert das Einleben Dorlis in der Mädchenschule, ihre Erfahrungen in der Schule sowie im Schulalltag und die wachsende Freundschaft zu der Waise Martina. Das Dorli schließt mit einem „Happy End“: die Adoption Martinas durch Tante Maria und deren Mann und die gemeinsamen Ferien der beiden Mädchen in Dorlis Elternhaus.

## In der Kunst
Künstlerisch wurde das Werk auch von Ernst Ludwig Kirchner aufgegriffen. Ein Holzschnitt auf dickem Velin aus dem Jahr 1917 mit dem Titel „Das Dorli“ wurde vom Kunsthaus Christie’s zum Verkauf angeboten.